# Video Technology Laser 200
Video Technology LASER 200 (LASER 200 / 210) је био кућни рачунар фирме Video Technology који је почео да се производи у Хонгконгу од 1983. године.
Користио је Zilog Z80 A као микропроцесор. РАМ меморија рачунара је имала капацитет од 2 KB (Laser 200) / 6 KB (Laser 210/ VZ 200 / Salora Fellow). 

## Детаљни подаци
Детаљнији подаци о рачунару LASER 200 су дати у табели испод.
|                       |                                                       |
| [ 1 ]                 |                                                       |
| Произвођач            |                                                       |
| Тип                   | кућни рачунар                                         |
| Меморија              | 2 (Laser 200) / 6 (Laser 210/ VZ 200 / Salora Fellow) |
| Поријекло             | Хонгконг                                              |
| Година                | 1983                                                  |
| Тастатура             | QWERTY, 45 гумених тастера                            |
| Процесор              |                                                       |
| Фреквенција процесора | 3,58                                                  |
| RAM                   | 2 (Laser 200) / 6 (Laser 210/ VZ 200 / Salora Fellow) |
| ROM                   | 16                                                    |
| Текст                 | 32 x 16, 8 боја (Mode 0)                              |
| Графика               | 128 x 64, 4 боје (Mode 1)                             |
| Боја                  | 8                                                     |
| Звук                  | 1 глас, 3 октава                                      |
| Димензије             | 29 x 17 x 4 / 800 грама                               |
| Портови               |                                                       |
| Оперативни систем     | [[]]                                                  |